# Vagrant Records
Vagrant Records je indie rockové hudební vydavatelství sídlící ve městě Los Angeles, Kalifornie. Je domovem pro umělce a skupiny, mezi které patří The 1975, EELS, The Hold Steady, Edward Sharpe and the Magnetic Zeros, Active Child, PJ Harvey, Reptar, School of Seven Bells, Black Rebel Motorcycle Club, Thrice, James Vincent McMorrow, Placebo, Band of Skulls a mnoho dalších.
Rich Egan a Jon Cohen založili vydavatelství Vagrant Records v roce 1996. Původní kořeny mělo vydavatelství v punk rocku, pop punku a emu, mezi domácí umělce patřili Dashboard Confessional, Saves The Day, The Get Up Kids a Alkaline Trio.

## Historie
První kapela, která podepsala s vydavatelstvím Vagrant Records smlouvu, byl Boxer, jejich album, The Hurt Process, vyšlo 5. května 1998.

### The Get Up Kids
V roce 1999 se k Vagrant Records upsala kansaská skupina The Get Up Kids a jejich debutové album u Vagrant Records, Something to Write Home About, vyšlo v září 1999. Egan a Cohen si od Cohenových rodičů půjčili 50 000 amerických dolarů, aby financovali nahrávání alba. Album bylo velmi úspěšné, což z Vagrant Records udělalo jedno z nejlepších nezávislých hudebních vydavatelství v zemi.

### Rapidní růst
25. července 2000 vydalo druhé studiové album kapely Automatic 7 s názvem "Begger's Life". Následovalo podepsání smluv a vydání alb jedněch z nejvlivnějších kapel emo scény: Alkaline Trio, Saves the Day a Dashboard Confessional. Hudební videoklip k písni "Screaming Infidelities" kapely Dashboard Confessional, režírované Eganovou sestrou Maureen a jejím partnerem Matthewem Barrym, získalo v roce 2002 ocenění MTV2 na předávání cen MTV Video Music Awards.

### Paul Westerberg
Následovalo vydání sólového materiálu frontmana kapely The Replacements, Paula Westerberga, což znamenalo významný odklon od předcházejícího devadesátkového punku a ema, na který bylo vydavatelství zaměřeno.

### Žánrové odlišení
Nedlouho poté získalo vydavatelství skupinu EELS a vydalo jejich album Blinking Lights and Other Revelations. V roce 2005 získalo newyorské nezávislé vydavatelství Startime International, se kterým společně vydali alba skupin The French Kicks a The Futureheads. Během toho času Vagrant podepsal smlouvy s kapelami The Hold Steady a The Lemonheads.

### Poquito Records
V roce 2006 založil Vagrant dětské dceřiné vydavatelství, Poquito Records.

### Density Records
V roce 2007 byla založena další dceřiná společnost, Density Records, která se zaměřuje na těžší hudební materiál, než který doposud Vagrant vydával.
5. srpna 2009 získali pro americký trh berlínskou kapelu Rammstein.

### The 1975
Vagrant records získalo kapelu The 1975 v říjnu roku 2012. The 1975 je britská alternativní kapela pocházející z Manchesteru.
Skupinu tvoří Matthew Healy (zpěv/kytara), Adam Hann (kytara), George Daniel (bicí) a Ross MacDonald (bass). Dosud vydali tři kritiky ceněná EP: Facedown, Sex a Music For Cars. Jejich velmi očekávané debutové album vyjde v září roku 2013.

## Současné kapely
Active Child • Alexander • Band of Skulls • Benjamin Francis Leftwich • Black Rebel Motorcycle Club • California Wives • City and Colour • Dustin Kensrue • Edward Sharpe and the Magnetic Zeros • EELS • The Elected • French Kicks • The Grates • The Hold Steady • John Gold • J Roddy Walston and the Business • Missy Higgins • MonstrO • The Night Marchers • Pete Yorn • PJ Harvey • Placebo • Reptar • Rogue Wave • School of Seven Bells • Senses Fail • The 1975

## Dřívější kapely
Ace Enders and a Million Different People • Alkaline Trio • Alexisonfire • The Anniversary • The Appleseed Cast • The A-Sides • Audio Learning Center • Automatic 7 • Biology • The Bled • Boxer • The Comas • A Cursive Memory • Dashboard Confessional • Down To Earth Approach • Dr Manhattan • Electric Owls • Emanuel • Face to Face • FACT • Far • From Autumn To Ashes •The Futureheads • The Get Up Kids • Gotohells • Hey Mercedes • The Hippos • Horse the Band • Hot Rod Circuit • The (International) Noise Conspiracy • John Ralston • Koufax • The Lemonheads • Matt Pryor • Moneen • Murder by Death • The New Amsterdams • The Night Marchers • No Motiv • Olivia Broadfield • Ocuban • Protest the Hero • Paul Westerberg • Rammstein • Reggie and the Full Effect • Rocket From The Crypt • Saves the Day • School Boy Humor • Senses Fail • Stars • Two Tongues • Thrice • Viva Death • Warship